# Millican (Oregon)
Millican az Amerikai Egyesült Államok északnyugati részén, Oregon állam Deschutes megyéjében, a U. S. Route 20 mentén elhelyezkedő önkormányzat nélküli település, a bendi statisztikai körzet része.

## Története
George Millican az 1880-as évek végén költözött a térségbe; felesége javaslatára a település az ő nevét viseli. A posta 1913-ban nyílt meg. A 20. század elején a helység lakossága hatvan fő volt.
A U.S. Route 20 1930-as átadásakor a települést északra, az út mellé költöztették; ekkor lakossága egy fő volt: Billy Rahn, a posta vezetője. 1942-es nyugdíjba vonulásával a hivatal bezárt. 1946-ban Bill Mellin megvásárolta az épületet; a posta 1953-ig, a benzinkút pedig további 35 évig üzemelt. Mellin 1985-ben eladásra kínálta a létesítményt. 1988-ban az állami fegyházból feltételesen szabadlábra helyezett alkalmazottja meggyilkolta, ezzel a település népessége nulla főre csökkent (felesége szívrohamban, gyerekei pedig repülőgép-balesetben néhány évvel korábban hunytak el). Az üzletet néhány évig Mellin unokái üzemeltették.
A létesítményt később Eric Cooper vásárolta meg. 1999-ben Bruce és Tracy Resnick az állatmentőknek készültek felajánlani a területet, de 2000-ben inkább eladásra kínálták. 2002-ben a Murray család kibérelte a területet és újraindította a boltot, de 2005-ben elköltöztek.

## Fordítás
- Ez a szócikk részben vagy egészben  a   Millican, Oregon című angol Wikipédia-szócikk ezen változatának fordításán alapul.  Az eredeti cikk szerkesztőit annak laptörténete sorolja fel. Ez a jelzés csupán a megfogalmazás eredetét és a szerzői jogokat jelzi, nem szolgál a cikkben szereplő információk forrásmegjelöléseként.